# انسلی (نبراسکا)
انسلی(به انگلیسی: Ansley) شهری در ایالت نبراسکا کشور ایالات متحده آمریکا است که جمعیت آن در سرشماری سال ۲۰۱۰ میلادی، ۴۴۱ نفر بوده‌است.